# Chambre des députés du royaume d'Italie
Pour les articles homonymes, voir Chambre des députés.
La Chambre des députés du Royaume (en italien : Camera dei deputati del Regno d'Italia) est la chambre élue du Parlement du royaume d'Italie entre 1861 et 1939.

## Histoire

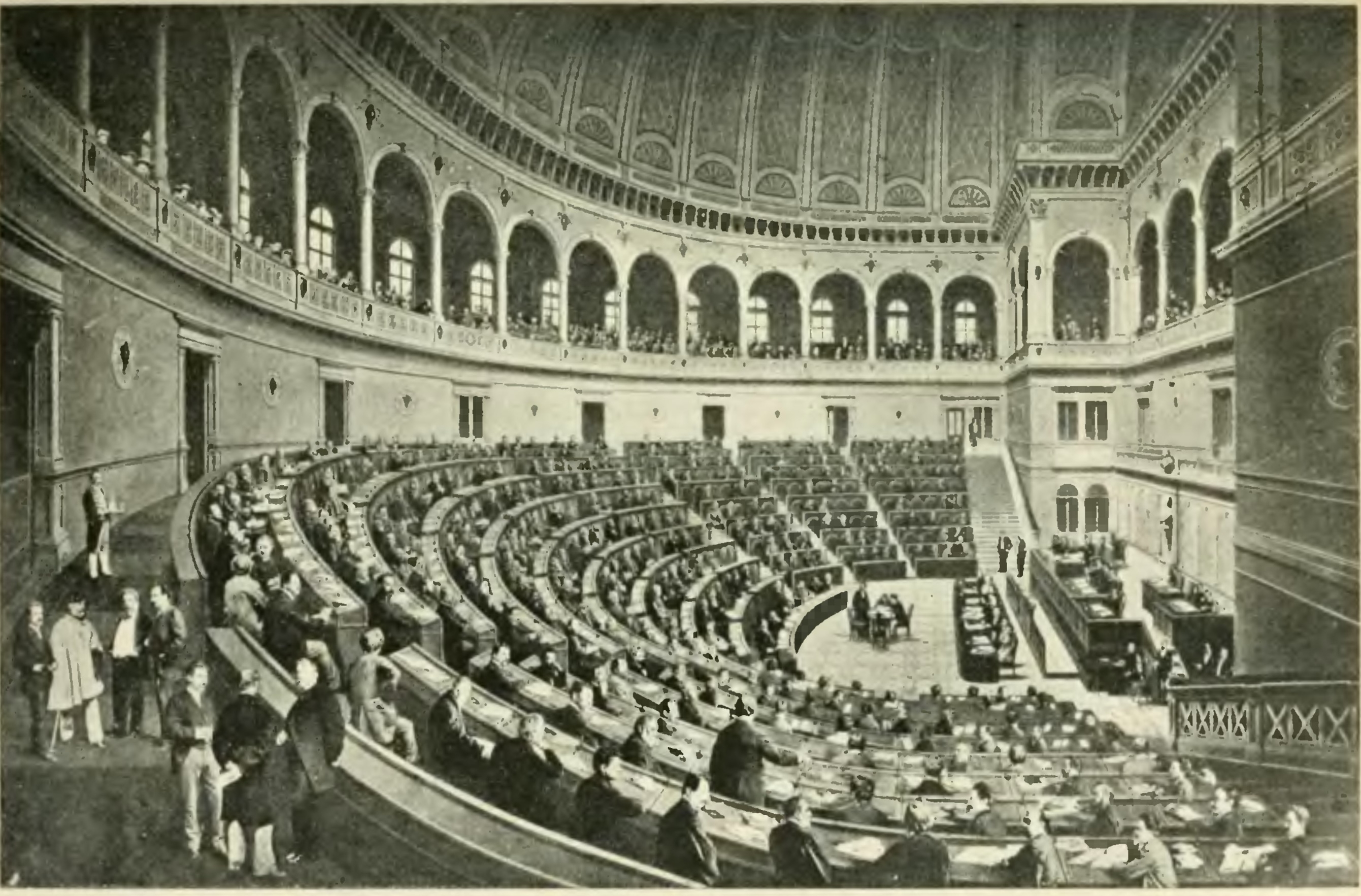
La Chambre de Montecitorio à la fin du XIXe siècle

La Chambre des députés est créée lors de l'unification de l'Italie, en tant qu'évolution directe de la Chambre des députés du royaume de Sardaigne, à la suite des élections générales des 27 janvier et 3 février 1861. 
En continuité avec le royaume précédent, la première législature est considérée comme la VIIIe, et est reconnue par les historiens comme la première du royaume d'Italie, bien qu'il n'est été proclamé que le 17 mars 1861.
La première session de la huitième législature se tient le 18 février de la même année, à Turin, au palais Carignan. En 1865, la chambre déménage au Palazzo Vecchio de Florence et, à partir de 1871, siège au palais Montecitorio de Rome. La chambre de Montecitorio a pris la forme qu'elle conserve encore aujourd'hui en 1918, à la suite d'une importante restauration du bâtiment historique. 
De 443 sièges en 1861, elle passe progressivement à 493, puis à 508, à 535 sièges en 1921, pour retomber à 400 lors des élections de 1929.
Ses membres sont initialement élus sur une base censitaire, dans des circonscriptions uninominales et lors d'élections à deux tours. En 1892, le scrutin uninominal à un tour est adopté. Le suffrage universel masculin est introduit pour l'élection des députés en 1913. En 1919, la loi introduit le système proportionnel qui est remplacé en 1924 par le système proportionnel avec une prime majoritaire.
En 1929, un système de plébiscite est introduit par le régime fasciste. En tant que chambre basse, elle est dissoute à la fin de la XXIXe législature, le 2 mars 1939, par la loi n° 129 du 19 janvier 1939, qui crée la Chambre des Faisceaux et des Corporations, qui tient sa première session le 23 mars 1939.

## Présidents
- Présidents de la Chambre des députés du royaume d'Italie